# Tadeusz Brincken
Tadeusz Ambroży Brincken (ur. 15 stycznia 1893 w Bogucicach, zm. 14 listopada 1954) – baron, major piechoty Wojska Polskiego, uczestnik szarży pod Rokitną, kawaler Orderu Virtuti Militari.

## Życiorys
W momencie wybuchu I wojny światowej zgłosił się do organizowanych przez Piłsudskiego polskich oddziałów. Został przydzielony do  I Brygady Legionów. Od jesieni 1914 roku został przeniesiony do II dywizjonu kawalerii utworzonego z 2. i 3. szwadronu ułanów, który był przydzielony do II Brygady Legionów Polskich. Brał udział w walkach w Karpatach. W czasie szarży pod Rokitną służył w II plutonie, w stopniu sekcyjnego. Został ranny.
Po odzyskaniu niepodległości wstąpił do Wojska Polskiego. Walczył w wojnie polsko-bolszewickiej. 3 maja 1922 został zweryfikowany w stopniu porucznika ze starszeństwem z dniem 1 czerwca 1919 i 16. lokatą w korpusie oficerów taborowych. W 1923 służył w Komendzie Uzupełnień Koni Nr 29 w Jarosławiu, pozostając na ewidencji 1 dywizjonu taborów w Warszawie. 31 marca 1924 awansował na kapitana ze starszeństwem z dniem 1 lipca 1923 i 11. lokatą w korpusie oficerów taborowych. W tym samym roku został przeniesiony do korpusu oficerów piechoty i przydzielony do 3 pułku piechoty Legionów w Jarosławiu. 2 grudnia 1930 został mianowany majorem ze starszeństwem z 1 stycznia 1931 i 92. lokatą w korpusie oficerów piechoty. W marcu 1931 został wyznaczony w 3 pp Leg. na stanowisko dowódcy batalionu. W kwietniu 1934 został przesunięty na stanowisko kwatermistrza, a w kwietniu 1935 przesunięty ponownie na stanowisko dowódcy batalionu. W sierpniu tego roku został przeniesiony z 3 pp Leg. do PKU Kołomyja I na stanowisko komendanta. W 1939 roku pełnił służbę na stanowisku komendanta Rejonu Uzupełnień Jarosław. Pochowany na cmentarzu Rakowickim w Krakowie (pas 9, rząd płd.). 

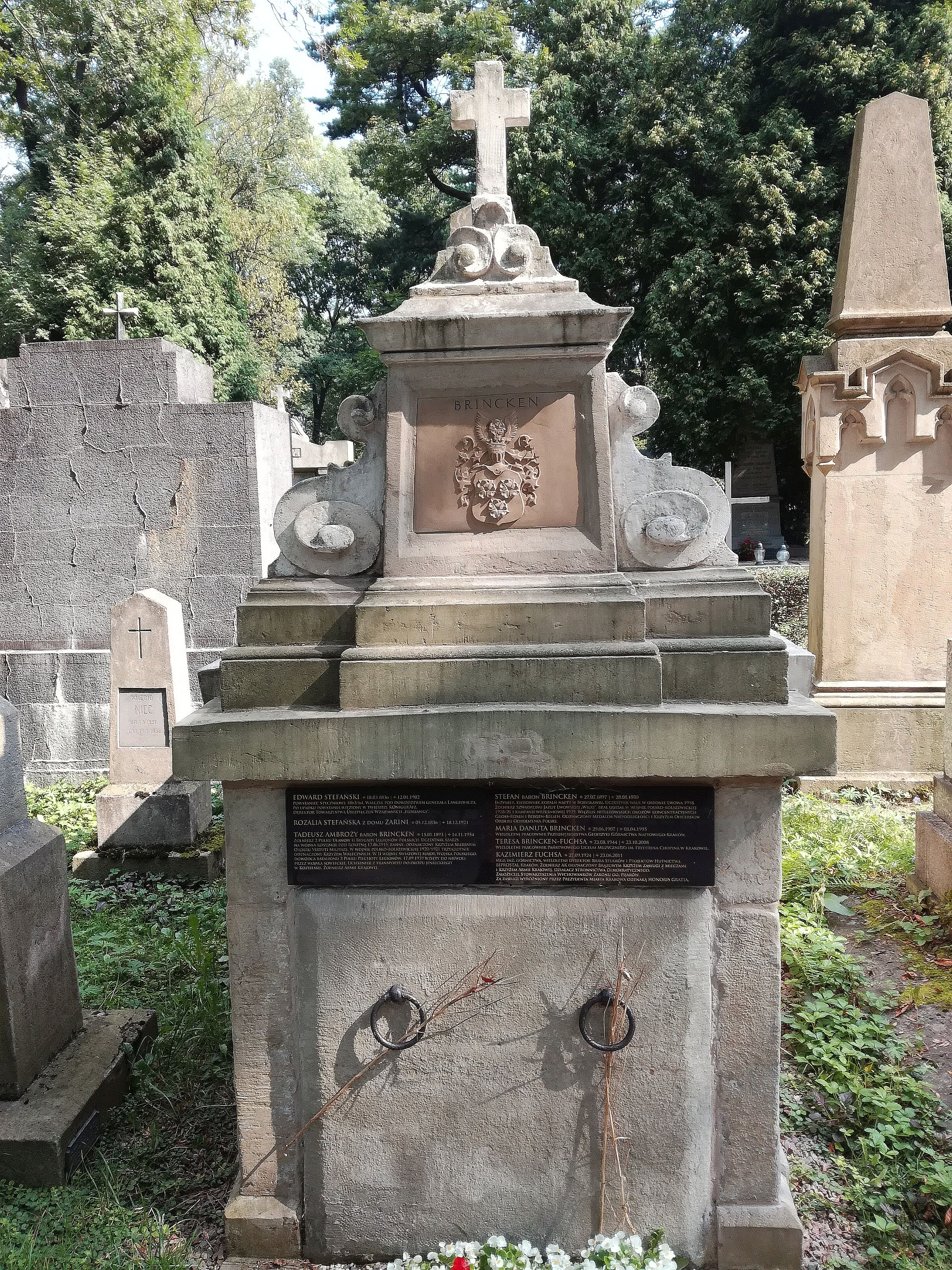
Grób Tadeusza Brinckena na cmentarzu Rakowickim

## Ordery i odznaczenia
- Krzyż Srebrny Orderu Wojskowego Virtuti Militari nr 5472[9]
- Krzyż Niepodległości – 6 czerwca 1931 roku „za pracę w dziele odzyskania niepodległości”[10]
- Krzyż Walecznych – trzykrotnie
- Złoty Krzyż Zasługi